# William Thomson
William Thomson, Nam tước Kelvin thứ 1 (26/06/1824 – 17/12/1907) là một nhà vật lý, toán học, nhà phát minh vĩ đại người Scotland, là một giáo sư Đại học Glasgow, Scotland. Ông được phong tước vị Hoàng gia Anh là Nam tước Kelvin (lấy theo tên dòng sông Kelvin chảy qua trường Glasgow) vì những đóng góp vĩ đại của ông cho sự phát triển khoa học kỹ thuật cũng như sự lớn mạnh của trường Glasgow. Tên Kelvin của ông cũng được đặt cho thang nhiệt độ tuyệt đối.

## Những năm đầu đời và công việc

### Gia đình[2]
Cha của William Thomson là James Thomson, vốn là một giảng viên toán học và kĩ thuật tại Viện hàn lâm hoàng gia Belfast và là con của một nông dân. James Thomson cưới Margaret Gardener năm 1817 và có được bốn trai, ba gái; tuy nhiên, chỉ bốn người sống tới tuổi trưởng thành. Margaret Thomson chết năm 1830 khi William mới sáu tuổi còn chị cả chỉ mới mười hai tuổi.
William và người anh James (con) được dạy tại nhà bởi chính cha của họ trong khi hai người em trai còn lại được dạy bởi các chị của họ. James (con) nhận được rất nhiều lợi ích từ sự cổ vũ, sức ảnh hưởng và tài chính từ người cha nên đã hướng theo con đường kĩ sư.
Năm 1832, cha của William về Glasgow và giữ vị trí trưởng khoa Toán học tại đại học Glasgow cho tới khi ông (James) chết vì bệnh dịch tả năm 1849. Vì thuận tiện cho công việc của James, gia đình của William dời về Glasgow năm 1833. William vào đại học Glasgow năm 1834 khi mới mười tuổi và viết bài báo khoa học đầu tiên khi chỉ mới mười sáu tuổi với bút danh "PQR".
Vốn tiếng Pháp của William lúc trẻ đủ để giúp ông đọc được các công trình của các nhà toán học lỗi lạc thời ấy như Jean Baptiste Joseph Fourier.

### Thuở thiếu thời
Thomson mắc bệnh tim và suýt chết năm 9 tuổi. Ông nhập học tại Viện hàn lâm hoàng gia Belfast (lúc bấy giờ cha ông ấy còn dạy ở đấy) trước khi vào Đại học Glasgow năm 1834 lúc 10 tuổi. Trường Đại học đã cung cấp rất nhiều cơ sở vật chất của trường tiểu học cho các học sinh tiềm năng, và đây được xem là một khởi đầu điển hình.
Ở trường, Thomson đã cho thấy sự hứng thú đầy kiên nhẫn vào các tác phẩm kinh điển và niềm say mê tự nhiên vào khoa học. Ở tuổi 12, ông đã thắng 1 giải thưởng cho việc dịch tác phẩm "Đối thoại của các vị thần" của Lucian xứ Samosata từ tiếng Latin sang tiếng Anh.
Trong năm học 1839-1840, Thomson đã đoạt giải chiêm tinh học hạng ưu cho bài Luận về hình ảnh của Trái đất, cái cho thấy nền tảng toán phân tích toán học và sự sáng tạo từ sớm của ông. Giảng viên Vật lý lúc bấy giờ của ông là giáo sư David Thomson (nhà vật lý học người Scotland), cũng là thầy của nhiều học giả nổi tiếng khác.

## Câu nói nổi tiếng
"Tôi thường hay bảo rằng khi bạn có thể đong đo cân đếm những điều mà bạn đang nói tới và thể hiện chúng qua những con số tức là bạn đã biết được chút ít gì về điều đó rồi đấy; còn nếu không thể đo, không thể thể hiện điều đó qua những con số, cái mớ mà bạn cho là kiến thức chỉ là những thứ được chấp vá một cách bất mãn; nó có thể là sự khởi đầu của kiến thức, nhưng hầu như trong đầu bạn lại không tiến về khoa học, mặc kệ vấn đề đó là gì."-Lord Kelvin, 1893, Bài giảng cho Viện Kĩ sư xây dựng, 3/5/1883.